# Tipula nudicellula
Tipula nudicellula är en tvåvingeart som beskrevs av Evgenyi Nikolayevich Savchenko 1966. Tipula nudicellula ingår i släktet Tipula och familjen storharkrankar. Inga underarter finns listade i Catalogue of Life.